# Ciutat vella de l'Havana
La ciutat vella de l'Havana (castellà: La Habana Vieja) és el centre de la ciutat de l'Havana i un dels 15 municipis que formen l'Havana, Cuba, té la segona densitat de població més alta de la ciutat i conté el nucli de la ciutat original de l'Havana. La localització de les muralles de la ciutat de l'Havana són els límits moderns de l'Havana Vieja. Està agermanada amb Castelldefels, Catalunya.
A causa de la naturalesa cosmopolita dels seus habitants a causa de la seva història, l'Havana Vella és el reflex d'una barreja d'estils arquitectònics i el testimoni de diferents èpoques: corona espanyola, britànics, francesos i nord-americans. Quan va estar en mans del govern interventor dels Estats Units, les velles construccions colonials van ser demolides per aixecar altres imponents amb façanes neoclàssiques. Durant la dècada dels 90 del segle XX comença el rescat de l'ambient històric de la Havana Vella, impulsat per l'oficina de l'historiador de la ciutat, que havia deixat els edificis i monuments sense manteniment per més de quaranta anys. Des de llavors es porta a terme un treball de recerca i restauració, el qual es porta a terme pels habitants de l'Havana Vella. En aquesta activitat ha tingut un pes considerable la tasca de direcció i planificació de l'Oficina de l'Historiador de la Ciutat.
L'Havana Vieja està inscrita en la llista del Patrimoni de la Humanitat de la UNESCO des del 1982.